# История Фритауна
История Фритауна является частью истории африканской страны Сьерра-Леоне и рассказывает о событиях на территории ее столицы Фритауна.

## Провинция Свободы (1787—1789)
Чтобы укрепить свои позиции в регионе и избавиться от бедных и деклассированных элементов, в 1787 году Великобритания отправила освобожденных бывших чёрных рабов из Лондона поселиться на ранее необитаемом скалистом мысе полуострова Сьерра-Леоне в устье реки Сьерра-Леоне. Это мероприятие проводилось под эгидой «Комитета по поддержке чёрных бедняков», целью которого было возвращение неимущих африканцев на континент их происхождения. Корабль с переселенцами покинул порт Портсмута 9 апреля , унося с собой около 300 чернокожих мужчин, 40 чернокожих и 70 белых женщин со статусом от жён до проституток. По одной из версий, по крайней мере, некоторые из этих женщин были доставлены на корабль в напоенном виде, а затем на борту выданы замуж за колонистов. 96 пассажиров погибли по пути в Африку. Происхождение этих чернокожих было разнообразным: афроамериканцы, афро-карибы, африканцы, чернокожие, родившиеся в Юго-Восточной Азии и Великобритании. Они достигли своей цели в мае и основали «Провинцию Свободы» и городское поселение Гранвиль на земле, купленной у местного вождя Тома и его регента Наимбаны из королевства Койя. Британцы договор поняли или решили понять так, что покупка означала, что их новые поселенцы завладели землей навсегда. Тем не менее, хотя соглашение между британцами и Койей включало положение о строительстве постоянного поселения, некоторые историки сомневаются, что лидеры Койи понимали соглашение таким же образом, потому что у них были другие взгляды на использование собственности. Место первого поселения в настоящее время находится в районе Клайнтаун города Фритауна.
Поселение изначально не было обеспечено достаточными ресурсами и продовольствием, из-за болезней сельскохозяйственных культур и дождей урожай был плохим, и колонистам приходилось продавать свои инструменты местным племенам, чтобы покупать у них еду.
Вскоре начались споры по поводу аренды земли. Преемник короля Тома, король Джимми, сжёг поселение в 1789 году, и жители рассеялись — некоторые стали рабами у местных, другие стали рабовладельцами и безжалостно мстили местным жителям за разрушение Гранвиля. В 1791 году Александр Фальконбридж, бывший врач рабовладельческого корабля, был отправлен в Сьерра-Леоне для сбора выживших колонистов. Им с его помощью удалось восстановить город Гранвиль в новом месте у залива Фура. Хотя колонисты 1787 года формально не создали Фритаун, празднование двухсотлетия города отмечалось в 1987 году. Под своим нынешним названием город был основан в 1792 году.
В 1792 году домовладельцы Гранвиля получили право голоса; треть из них составляли женщины.

## Колония Фритаун (1792—1808)
В 1791 году Томас Питерс, афроамериканец, служивший в Черных пионерах, про-британских силах во время войны за независимость США, отправился в Англию, чтобы сообщить о жалобах чернокожих в Новой Шотландии. Некоторые из этих афроамериканцев были бывшими рабами, которые бежали к британским войскам, которые предоставили им свободу. После победы Америки в войне их перевезли в Канаду. Земельные наделы и помощь поселенцам там были небольшими и задерживались.
В ходе визита Питерс встретился с руководством «Сьерра-леонской компании», образованной после гибели первого Гранвиля, и узнал о предложении построить новое поселение в Сьерра-Леоне. Несмотря на развал первой колонии в 1787 году, компания была рада нанять колонистов для создания новой. Аболиционист и морской лейтенант Джон Кларксон компанией был отряжен в Новую Шотландию для записи эмигрантов, желающих отправиться в Сьерра-Леоне и строить там новый городок.
Устав от суровой погоды и расовой дискриминации в Новой Шотландии, более 1100 бывших американских рабов решили отправиться в Сьерра-Леоне. Они отплыли на 15 кораблях и прибыли в залив Сент-Джорджа с 26 февраля по 9 марта 1792 года. Шестьдесят четыре колониста погибли по пути в Сьерра-Леоне, и лейтенант Кларксон был среди тех, кто заболели во время путешествия. Прибыв в Сьерра-Леоне, Кларксон был весьма удивлен, что обещанные приготовления на месте не были сделаны. Назначенные белые новошотландские «капитаны» с мужчинами были отправлены на берег, чтобы расчистить место для своего нового поселения. Фритаун был построен на месте первого города Гранвиля, где джунгли уже вступили во владение с момента его разрушения три года назад.
Во Фритауне женщины оставались на кораблях, а мужчины работали, чтобы вырубить лес. Лейтенант Кларксон очищал землю, пока они не достигли большого хлопкового дерева. После того, как лес был уничтожен, все колонисты, мужчины и женщины, вышли и пошли к хлопковому дереву, и их проповедники начали петь духовную песню «Awake and Sing of Moses and the Lamb».
Джон Кларксон был приведен к присяге как первый губернатор Сьерра-Леоне. Перед сезоном дождей были построены небольшие хижины, была создана плантация для выращивания хлопка, риса и сахара. Землемеры и поселенцы из Сьерра-леонской компании выстраивали Фритаун по образцу американских сетевых городов с параллельными улицами и широкими шоссе, крупнейшим из которых была Уотер-стрит. 24 августа 1792 года старые поселенцы второго города Гранвиль были формально включены в новую колонию Сьерра-Леоне, но остались жить в Гранвиле.
Кларксон, представляющий компанию, поссорился с Питерсом из-за требований последнего чёрной полиции и демократического управления. Через некоторое время Питерс был обвинен в краже и умер в тюрьме несколько месяцев спустя. Кларксон также должен был улаживать постоянные ссоры между методистской и баптистской церквями. Он вернулся в Европу через несколько месяцев губернаторства из-за болезни и усталости.
В 1793 году колонисты направили петицию в Сьерра-леонскую компанию, выражая обеспокоенность по поводу своих трудностей. В частности, они выступили против выпуска валюты, которой можно было заплатить только в принадлежащем компании магазине. Они также утверждали, что губернатор Дэйвис действует почти тиранически и придерживается фаворитизма. Они сетовали, что не получили столько земли, сколько обещал им лейтенант Кларксон при покидании Новой Шотландии. В письме выражалось возмущение тем, что компания считает их не свободными, а рабами, и требовалось возвращение популярного Кларксона. Кларксон всё же не вернулся в Сьерра-Леоне, и его конфликт с компанией, от которой он потребовал сдержать обещания, данные им колонистам, привёл к его увольнению из компании. Компания отказалась принять петицию, но Дэйвис тем не менее создал выборное представительство — ассамблею, при котором каждые десять семей выбирали представителя, а десять представителей — депутата.
Фритаун выжил после того, как он был разграблен и частично разрушен французами во время войны в 1794 году, и был восстановлен колонистами. В 1798 году во Фритауне насчитывалось от 300 до 400 домов, архитектура которых напоминала архитектуру Соединенных Штатов — каменные фундаменты с деревянными надстройками.
В 1800 году колонисты восстали. Британские власти использовали прибытие приблизительно 550 ямайских депортированных маронов, чтобы подавить восстание. Тридцать четыре поселенца были депортированы и отправлены на остров Шербро или в исправительную колонию Гор. Некоторым из них позже разрешили вернуться во Фритаун. После того, как мароны захватили повстанцев из Новой Шотландии, им была отдана их земля. В конце восстания у маронов оказался свой район в городе, который назывался Марун. Их военный опыт использовался для защиты колонии от местных племен.
В 1805 году был построен прибрежный оборонительный форт типа мартелло.

## Фритаун как коронная колония (1808—1961 гг.)
В 1801 году местные африканцы напали на колонию и были отбиты. Британцы в конечном итоге переняли под свой контроль Фритаун от Сьерра-леонской компании, превратив ее в королевскую колонию в 1808 году. Этот акт положил начало экспансии вглубь континента в этом районе, которое привело к созданию протектората Сьерра-Леоне.
С 1808 по 1874 год Фритаун был столицей Британской Западной Африки. Он также служил базой для западноафриканской эскадры Королевского флота, которой было поручено следить за запретом работорговли. Когда эскадра высвобождала рабов на торговых судах, она чаще всего привозила их в Сьерра-Леоне и особенно во Фритаун; таким образом, численность населения выросла и оно включило потомков многих народов со всего западного побережья Африки.
Освобожденные африканцы основали пригороды на полуострове Фритаун, начиная с Уильберфорса в 1812 году. Они были самой многочисленной группой иммигрантов, сформировавших креольских жителей Фритауна («крио»), этнически смешанную общину, возникшую уже с первыми колонистами в 1787 году. Город быстро расширялся. К освобожденным рабам присоединились вест-индийские и африканские солдаты, которые сражались за Британию в наполеоновских войнах и поселились здесь после них.
Крио играли главную роль в городе, хотя они были меньшинством среди жителей Фритауна и только 2 % от населения образованной в 1896 году колонии Сьерра-Леоне, и креольский английский стал официальным языком.
Во время Первой мировой войны Фритаун стал базой для британских операций в Атлантическом океане. Военные корабли приходили в порт, чтобы пополнить запасы, и немецкие торговые суда, захваченные в регионе, также отправлялись туда.
Британия поддерживала военно-морскую базу во Фритауне также во время Второй мировой войны . Порт был стоянкой для кораблей союзников в Южной Атлантике и местом сбора транспортных конвоев SL. База британских ВВС находилась недалеко от аэропорта Лунги. Британские истребители, которые были привезены в разобранном виде в порт Фритауна, перевозились узкоколейной железной дорогой в Макени в центре Сьерра-Леоне, где их собирали и отправляли в Египет, вокруг которого велись серьезные боевые действия.

## Независимое государство (1961 — настоящее время)
В конце XX века город стал ареной гражданской войны в Сьерра-Леоне (1991—2002), в которой делили месторождения алмазов в стране.
В 2017 году из-за вырубки лесов город пострадал от оползня, унесшего около 300 жизней.

## Изменение численности населения
| 1811 | 1822 | 1891   | 1918   | 1948   | 1974    | 1985    | 1990    | 1995    | 2000    | 2004    | 2010    | 2015      |
| ---- | ---- | ------ | ------ | ------ | ------- | ------- | ------- | ------- | ------- | ------- | ------- | --------- |
| 1900 | 4785 | 30 033 | 34 000 | 64 576 | 214 443 | 469 776 | 529 000 | 603 000 | 688 000 | 772 873 | 945 423 | 1 055 964 |